# 熊谷岱蔵

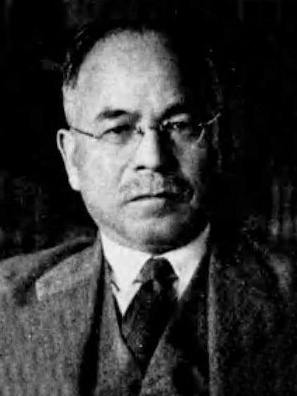
熊谷岱蔵

熊谷 岱蔵（くまがい たいぞう、1880年（明治13年）7月19日 - 1962年（昭和37年）2月19日）は、内科学者、医学博士。東北帝国大学医科大学（後の東北大学医学部）教授、東北帝国大学総長。抗酸菌病研究所初代所長。興亜工業大学顧問を兼任した。　

## 来歴
長野県東筑摩郡洗馬村（現：塩尻市）の代々医家の熊谷家に生まれる。熊谷陸蔵の長男。曾祖父には浅田宗伯に医学の薫陶を施した熊谷珪碩がいる。旧制松本中学時代の同級生には吉江喬松がいた。一高、東京帝国大学医学部卒業後、青山胤通の内科学教室に入局。
1911年（明治44年）から1913年（大正2年）までドイツのベルリン大学・ブレスラウ大学に留学し内科学、免疫学、実験治療、医化学等を学ぶ。帰国後は糖尿病、インスリンの研究や結核、特にBCG・三者併用化学療法（ストマイ、バス、ヒドラジット）の普及に貢献、特に人工気胸法、大気安静療法、胸郭形成術、肺葉切除術などを研究した。結核の早期診断を主張して集団検診の実施を広め、1939年（昭和14年）から全国青少年に対するツベルクリン反応によるBCG接種を実現させた。
1929年（昭和4年）日本内科学会会頭。1940年（昭和15年）東北帝国大学総長就任。

## 勲章
- 1952年（昭和26年） - 文化功労者選出、文化勲章
- 1956年（昭和31年） - 仙台市名誉市民[1]
- 1962年（昭和37年） - 勲一等旭日大綬章、従二位遺贈

## 親族
- 弟 青山徹蔵
- 妻 熊谷まつ（宮坂作衛の姉）[2]
- 養子 熊谷寛夫

## 参考資料
- 黒川利雄『熊谷岱蔵先生を悼む』科学、岩波書店、1962年5月号
- 『艮陵同窓会百二十年史』東北大学医学部艮陵同窓会、1998年